# Edward Teach
Edward Teach (1680 - 22 tháng 11 năm 1718) còn được biết đến với tên gọi Râu Đen (Blackbeard), là một tên cướp biển khét tiếng của Anh với hoạt động xung quanh Tây Ấn và bờ biển phía đông của các thuộc địa châu Mỹ trong thế kỷ 18.

## Tuổi trẻ
Rất ít người biết về thời trai trẻ của Râu Đen. Người ta chỉ biết rằng vào thời điểm mà ông chết là ở độ tuổi giữa 35 và 40, được sinh vào khoảng năm 1680. Theo những ghi nhận đương đại thời đó, ông thường được biết đến với tên gọi là Râu Đen hoặc Edward Thatch, Edward Teach. Vào thế kỉ 17, khi số lượng các thuộc địa ở châu Mĩ của Anh ngày càng tăng; và đến thế kỉ 18 đã nhanh chóng lan rộng việc buôn bán nô lệ sang Đại Tây Dương và biến cảng biển Bristol thành cảng biển quốc tế, và rất có thể Edward Teach đã lớn lên ở thành phố được coi là lớn thứ hai của Anh Quốc. Edward Teach gần như có thể biết đọc và biết viết. Nhà thơ Robert Lee cho rằng có thể Edward Teach được sinh ra trong một gia đình giàu có đáng kính, và đã đặt chân lên vùng biển Caribe vào những năm cuối của thế kỉ 17 bằng tàu buôn (có thể là tàu buôn nô lệ). Nhà thơ Charles Johnson vào thế kỉ 18 tuyên bố rằng Edward Teach đã từng làm thủy thủ trên một con tàu tư nhân khởi hành từ Jamaica trong cuộc chiến tranh của Nữ hoàng Anne, vào những lúc đó Edward Teach đã bộc lộ sự táo bạo bất thường và lòng can đảm của bản thân, giữa tâm điểm của cuộc chiến mà Edward Teach tham gia chiến đấu phần lớn trong cuộc đời mình trước khi trở thành cướp biển.